# Vítkovická radnice

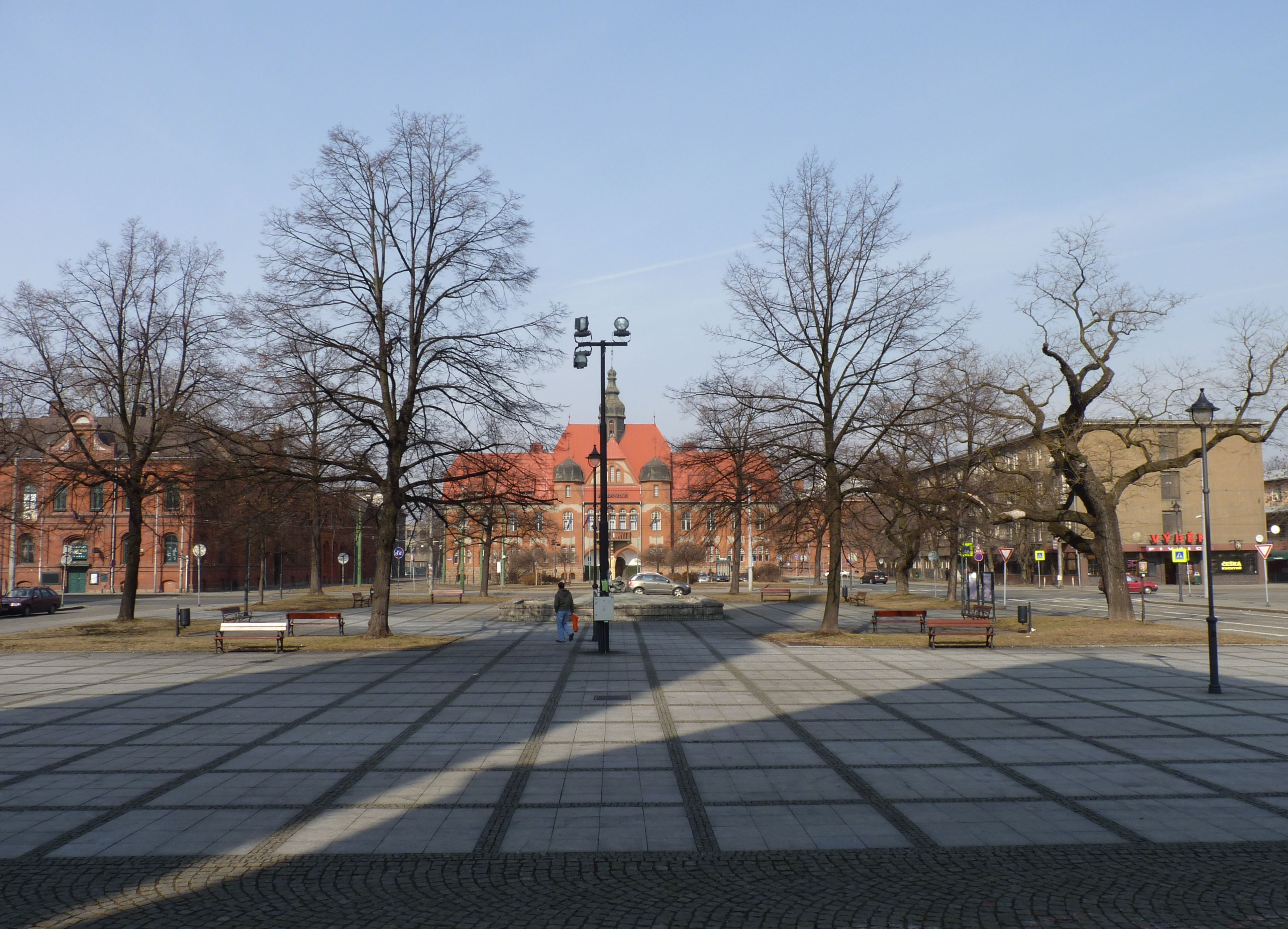
Vítkovická radnice (v pozadí) na Mírovém náměstí v roce 2012

Vítkovická radnice je českou kulturní památkou, nacházející se na Mírovém náměstí v ostravské čtvrti Vítkovice, jejímž stavitelem byl vídeňský architekt Max von Ferstel, syn architekta Heinricha von Ferstela.

## Historie
Vítkovickou radnici postavil v letech 1901–1902 vídeňský architekt Max von Ferstel (německy Rathaus, Witkowitz, Mähren).

### Architektonická různorodost slohů
Dle Lenky Kocierzové, vítkovické průvodkyně a tamější kronikářky, je budova radnice postavena z režného zdiva a v tzv. vítkovickém stylu, popř. v tzv. vítkovické secesi, s novogotickými, novorenesančními, barokními a románskými prvky.

### Ostatní
V prostorách vítkovické radnice se také nachází pamětní deska, upomínající na osobnost Paula Kupelwiesera (1843–1919), někdejšího ředitele Vítkovického horního a hutního těžířstva, kterou zhotovil výtvarník Marek Pražák.
Stavba z režných cihel doplňuje komplex tzv. Nových Vítkovic, dělnickou kolonii z konce 19. století. V jednotném architektonickém stylu byly vystavěny obytné domy, budovy občanské vybavenosti, fara i radnice.
Interiér radnice zaujme mohutným schodištěm se secesními svítidly. Po celou dobu své existence slouží jako sídlo úředníků.